# Michael Wieler
Michael Wieler (* 7. Februar 1981 in Wetzlar) ist ein ehemaliger deutscher Leichtgewichts-Rudersportler, der bei Weltmeisterschaften zwei Silbermedaillen und eine Bronzemedaille gewann.

## Sportliche Karriere
Er debütierte bereits 1999 im Ruder-Weltcup. Bei den Weltmeisterschaften 2001 in Luzern wurde Wieler zusammen mit Konrad von Kottwitz, Joachim Drews und Jörg Lehnigk Sechster im Leichtgewichts-Doppelvierer. 2002 nahm Wieler an der U23-Weltregatta teil, einem Vorläuferwettbewerb der U23-Weltmeisterschaften. Der deutsche Leichtgewichts-Doppelvierer erruderte die Bronzemedaille. 2003 trat Wieler bei der U23-Weltregatta im Leichtgewichts-Einer teil und wurde als Sieger des B-Finales Siebter in der Gesamtwertung. In den nächsten Jahren ruderte Wieler zwar gelegentlich im Weltcup, trat aber nicht bei internationalen Meisterschaften an.
Bei den Weltmeisterschaften 2008 in Linz/Ottensheim bestand der deutsche Leichtgewichts-Doppelvierer aus Stephan Schad, Knud Lange, Felix Övermann und Michael Wieler. Die Crew ruderte auf den dritten Platz hinter Italienern und Franzosen, wobei die Deutschen sowohl auf den zweiten Platz als auch auf den vierten Platz etwa zwei Sekunden Abstand hatten. Auch bei den Weltmeisterschaften 2009 in Posen siegte das italienische Boot, zwei Sekunden dahinter überquerten Lange, Lars Wichert, Övermann und Wieler als Zweite die Ziellinie vor den Dänen und den Franzosen.  2010 war Wieler bei den Europameisterschaften 2010 der einzige Verbliebene aus der Vorjahres-Besetzung, der deutsche Leichtgewichts-Doppelvierer wurde Vierter von vier Booten. Bei den Weltmeisterschaften 2011 bildeten Michael Wieler, Stefan Wallat, Jonas Schützeberg und Ingo Voigt den deutschen Leichtgewichts-Doppelvierer und gewannen die Silbermedaille mit 0,13 Sekunden Rückstand auf die Italiener. 2014 war Wieler noch einmal als Ersatz-Ruderer für die Weltmeisterschaften nominiert, kam aber nicht zum Einsatz.
Bei deutschen Meisterschaften belegte Wieler 2003 den zweiten Platz im Leichtgewichts-Einer als Ruderer der Rudergesellschaft Wetzlar 1880, 2004 erreichte er erneut den zweiten Platz, diesmal aber im Trikot der Gießener Rudergesellschaft 1877. 2009 belegte Wieler, nun für die Frankfurter RG Germania startend, den dritten Platz im Einer. Zwei Jahre später wurde er 2011 als Frankfurter Zweiter. 2012 trat er wieder für Wetzlar an und gewann den Meistertitel im Leichtgewichts-Einer. Im Leichtgewichts-Doppelvierer wurde Wieler 2001 und 2011 Deutscher Meister.